# El Dorado (canción)
«El Dorado» es una canción de la banda de heavy metal británica Iron Maiden lanzada en 2010 como primer sencillo del álbum The Final Frontier. Ganó el premio Grammy en el año 2011 a la mejor interpretación de metal. La canción es el sencillo treinta y seis de la banda. Se hizo disponible como una descarga gratuita en el sitio oficial de la banda a las 00:01 el 8 de junio de 2010 (UTC), un día antes del tour para promocionar el álbum. La portada fue creada por Anthony Dry y se basó en las portadas de los cómics publicados por William Gaines, que fueron populares en la década de 1950.
En cuanto a la publicación temprana en línea de la canción, el vocalista Bruce Dickinson, explica:
"El Dorado es una vista previa a lo que será nuestro próximo álbum de estudio. Como la vamos a incluir en nuestra gira mundial, pensamos que sería muy bueno incorporarles The Final Frontier, dándoles esta canción desde el principio de la gira y lanzamiento del álbum".
En la edición de la revista Kerrang! del 9 de junio, Bruce Dickinson, explicó el significado de la canción:
"El Dorado posee una letra cínica acerca de la basura económica que está ocurriendo. Parecía un poco como una tormenta perfecta, la gente estaba pidiendo prestado el dinero a lo loco. Pensé, 'Esto es realmente va a la gente' y, efectivamente, todos estamos en profundo doo-doo! Y eso es lo que El Dorado significa, se trata de vender a alguien el mito de que 'Las calles están pavimentadas con oro' y les preguntan: ¿Dónde me inscribo?".

## Personal
- Bruce Dickinson – vocalista
- Dave Murray – guitarra
- Janick Gers – guitarra
- Adrian Smith – coros, guitarra
- Steve Harris – coros, bajo
- Nicko McBrain – batería